# Liga (politična stranka)
Liga (italijansko: Lega), uradno Liga za premierja Salvinija (italijansko: Lega per Salvini Premier; okrajšava LSP ali LpSP), je desna populistična politična stranka v Italiji, ki jo vodi Matteo Salvini. LSP je neformalni naslednik Severne lige (italijansko Lega Nord, LN) in čeprav si deli središče slednjega v severni Italiji, je stranka aktivna po vsej državi.
LSP je bila ustanovljena decembra 2017 kot sestrska stranka Severne Lige in kot zamenjava za Nas s Salvinijem (Noi con Salvini, NcS), prejšnjo podružnico LN v srednji in južni Italiji. Zgodnji LSP je bil namenjen ponuditi vrednote in politike Severne lige preostali državi. Nekateri politični komentatorji so jo označili za vzporedno stranko LN z namenom, da jo politično nadomesti, tudi zaradi statutarnega dolga v višini 49 milijonov evrov. Od januarja 2020 je Severna liga večinoma neaktivna stranka, nadomestila jo je LSP. Na splošnih volitvah leta 2018 je bila tretja, na volitvah v Evropski parlament leta 2019 pa zmagovalna stranka. Tako kot LN je tudi LSP konfederacija regionalnih strank, med katerimi sta največji in dolgotrajni Liga Benečija in Liga Lombardija. Kljub pomislekom znotraj padanske nacionalistične frakcije stranke je politično oporišče LSP v severni Italiji, kjer stranka dobi največ podpore in kjer je ohranila tradicionalno avtonomistično stališče Severne lige, zlasti v Benečiji in Lombardiji.
Februarja 2021 se je Liga pridružila vladi nacionalne enotnosti Maria Draghija in zagotovila tri ministre, ki jih je vodil namestnik sekretarja stranke Giancarlo Giorgetti, minister za gospodarski razvoj. Stranka sodeluje tudi v petnajstih regionalnih vladah, vključno z vladami obeh avtonomnih pokrajin, in ima pet regionalnih predsednikov, med katerimi so zlasti Attilio Fontana (Lombardija), Luca Zaia (Benečija) in Massimiliano Fedriga (Furlanija - Julijska krajina), ki je tudi predsednik Konference regij in avtonomnih pokrajin.